# Henry Foster
Henry Foster (1796 - 5 février 1831, Panamá) est un navigateur et explorateur britannique. Officier de la marine britannique, la Royal Navy, H. Foster a participé aux expéditions de l'Arctique et de l'Antarctique et a réalisé des observations scientifiques notables.

## Biographie
Au début de sa carrière, il a servi à bord de HMS York puis à bord de HMS Griper comme assistant de l'astronome Edward Sabine, lors de l'expédition navale scientifique britannique (British Naval Scientific Expedition ), menée par Douglas Clavering.
Il deviendra membre de la Royal Society.
En 1824, il fait partie, en tant que lieutenant, de l'expédition du passage du Nord-Ouest menée par William Edward Parry, à bord de HMS Hecla. Il a fait diverses observations scientifiques dans le domaine du magnétisme de l'astronomie et des mesures pendulaires de gravité, pour lesquelles il reçoit la médaille Copley en 1827 et est reçu au grade de commandant. Plus tard il participera à l'expédition polaire navale britannique (British Naval North Polar Expedition), de nouveau sous la direction de William Edward Parry.
De 1828 à 1831 il est le commandant du HMS Chanticleer et mène l'expédition navale britannique en Atlantique Sud (British Naval Expedition to the South Atlantic) jusqu'aux Îles Shetland du Sud et notamment à l'Île de la Déception. Il se noie dans la rivière Chagres au Panamá en 1831.
Port Foster, situé sur l'île de la Déception, a été nommé en son honneur.